# Domèvre-sur-Avière
Domèvre-sur-Avière település Franciaországban, Vosges megyében. Lakosainak száma 433 fő (2022. január 1.). Domèvre-sur-Avière Uxegney, Thaon-les-Vosges, Mazeley, Gigney, Fomerey, Golbey és Chavelot községekkel határos.

## Népesség
A település népességének változása:
| Lakosok száma | 393  | 390  | 404  | 402  | 400  | 406  | 420  | 426  | 433  |
|               | 2013 | 2015 | 2016 | 2017 | 2018 | 2019 | 2020 | 2021 | 2022 |